# Вейл (град, Орегон)
Вейл (на английски: Vale) е град в окръг Малхиър, щата Орегон, САЩ. Вейл е с население от 1976 жители (2000) и обща площ от 2,8 km². Намира се на 714,2 m надморска височина. ЗИП кодът му е 97918, а телефонният му код е 541.